# 多德米德
多德米德公司曾是美国领先的出版公司，总部位于纽约市。1839年开业，1990年结业，存续期间曾几度更名。

## 历史

### 初创
1839年，摩西·伍德拉夫·多德（1813年—1899年）和当时纽约出版行业的领军人物约翰·S·泰勒（John S. Taylor）合伙创办了出版宗教书籍的名为“泰勒和多德（Taylor and Dodd）”的出版公司。 1840年，摩西·伍德拉夫·多德从约翰·S·泰勒（John S. Taylor）手中买下股份，并将公司名称改为“M·W·多德（M.W. Dodd）”。弗兰克·霍华德·多德（1844年—1916年）于1859年开始打理父亲的生意，并越来越多地参与出版公司的运营。
创始人摩西·伍德拉夫·多德于1870年退休，公司改由他的儿子弗兰克·霍华德·多德实际控制，他的亲戚爱德华·S·米德（Edward S. Mead，1847年—1894年）成为合伙人，公司随之重组。 1876年，布利克·范·瓦根伦（Bleecker Van Wagenen）加入公司，公司名称于同年改为“多德米德公司（Dodd, Mead and Company）”。 

### 成长期和鼎盛期
该公司以其出版物的质量而闻名，包括许多关于美国历史和当代文学的书籍。 作为一家书商，该公司是珍本书籍的经销商和主要权威。
公司一把手弗兰克·霍华德·多德于1895年创办了《图书人》杂志，并于1902年出版了《新国际百科全书》。他还曾任美国出版商协会主席。该公司于1910年在纽约市第四大道和第三十街（Thirtieth Street）交口处建设了11层的多德、米德大楼（Dodd Mead Building），该建筑也是纽约作为贸易中心发展的缩影之一。

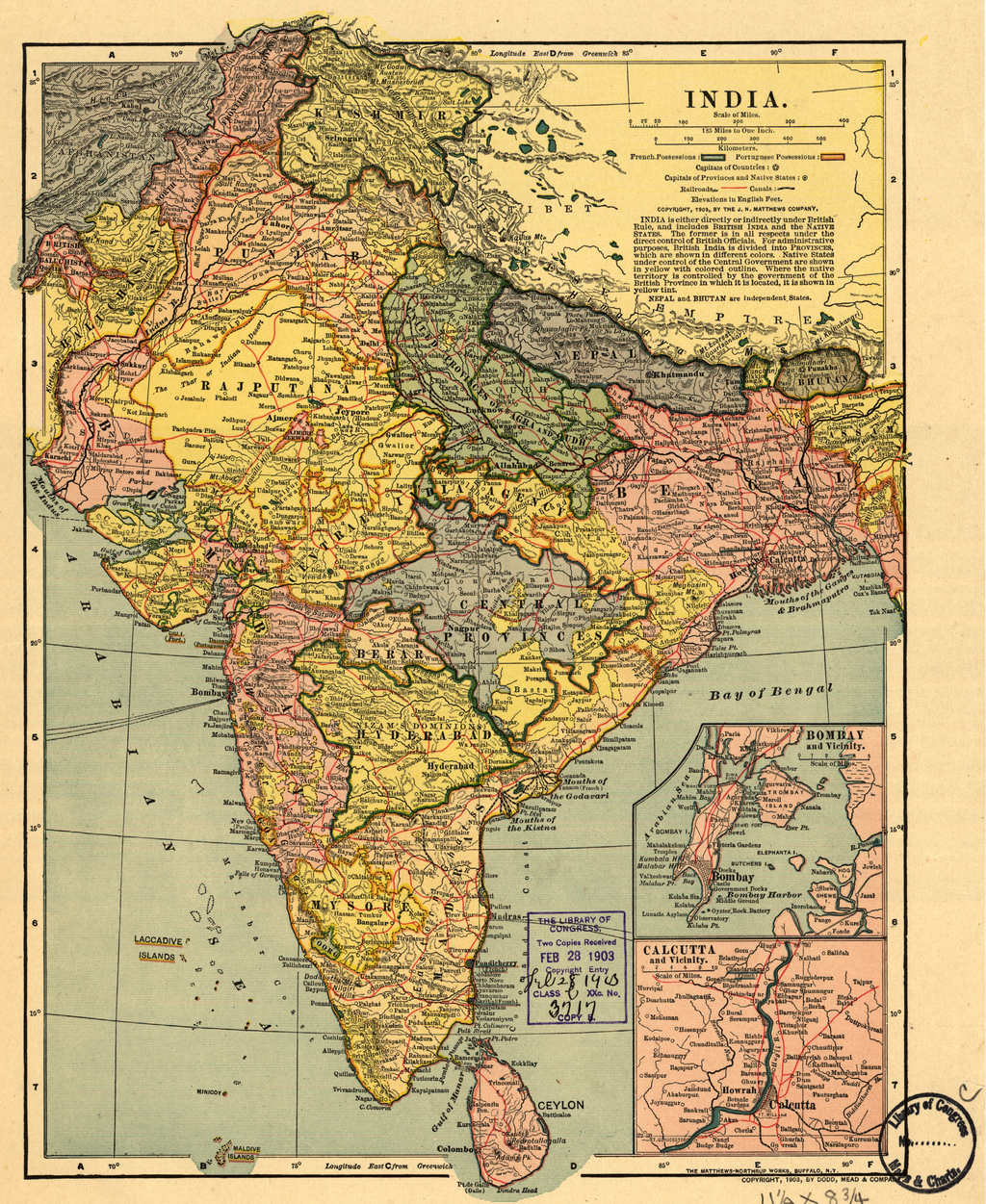
多德米德1903年出版的英属印度地图

多德米德还曾出版罗伯特·威廉·塞维斯、布里斯·卡爾曼、保罗·劳伦斯·邓巴的新诗。
在弗兰克·霍华德·多德于1916年去世后，合伙人退出了公司。弗兰克·霍华德·多德的独子爱德华·H·多德（Edward H. Dodd）继承了总裁职务。
1922年的多德米德开始了大扩张，这一时期的多德米德收购了曾出版包括阿纳托尔·法朗士、威廉·约翰·洛克和诸多其它知名诗歌的约翰·兰恩公司美国分部。奥伯利·比亚兹莱、麦克斯·毕尔邦、鲁伯特·布鲁克、吉尔伯特·基思·切斯特顿、阿加莎·克里斯蒂、西奥多·德莱赛、李科克均曾在多德米德出版作品。1924年，多德米德收购“莫法特亚德公司（Moffat, Yard & Co.,）”，并因此取得了该公司持有的威廉·詹姆士、西格蒙德·弗洛伊德、卡尔·荣格作品的版权。1931年，将多德米德《新国际百科全书》的版权出售给了“芬克和瓦格纳尔斯”的出版公司。1934年，多德米德收购了“达菲尔德和格林（Duffield and Green）”的出版社并因此取得了埃莉诺·格林、艾玛·盖尔德斯·斯特恩、彼得·尼古拉耶维奇·克拉斯诺夫作品在该公司的版权；同年还收购了西尔斯出版公司（Sears Publishing Company）。 多德米德还曾出版萧伯纳的全集。

### 被收购与结业
1981年12月，多德米德成为托马斯·尼尔森出版社的子公司，作为美国最后一间家族式出版公司，当时的出售价格为400万美元。 该公司又于1986年以470万美元的价格出售给了乔恩·B·哈登（Jon B. Harden）和琳妮·A·拉姆斯登（Lynne A. Lumsden）为收购图书出版公司而联合创办的“全域出版公司（Gamut Publishing Company）”。为了偿还部分债务，这家拥有149年历史的出版社的所有者于1988年将其最大的资产——阿加莎·克里斯蒂和麦克斯·布兰德作品的美国版权出售给了帕特南·伯克利集团（Putnam Berkley Group）。
多德米德为等待和名为“Metro Services, Inc.”的履行中心的仲裁结果，于1989年3月暂停营业。 到1990年底，该公司停止出版活动。

## 曾在该出版公司出版的作者
| 作者姓名                       | 与该出版公司发生联系的时间及在该出版公司出版的作品         |
| ------------------------------ | ---------------------------------------------------------- |
| 爱德华·艾比                    |                                                            |
| 阿梅利亚·伊迪丝·休德森·巴尔    | 1885年—1911年                                              |
| 卡罗琳·弗伦奇·本顿             | 1901年出版《Gala-day Luncheons》（中文译名：《节日午宴》） |
| 诺尔曼·约翰·贝里尔             | 1951年—1966年                                              |
| 唐·布兰丁                      | 1928年—1955年                                              |
| 麦克斯·布兰德                  |                                                            |
| 安娜·艾丽斯·查賓               | 1912年9月                                                  |
| 阿加莎·克里斯蒂                | 1922年—1976年                                              |
| 温斯顿·丘吉尔                  |                                                            |
| 保罗·劳伦斯·邓巴               | 1896年—1914年                                              |
| 诺曼·阿诺德·福克斯             | 1911年—1960年                                              |
| 欧内斯特·舒特莱夫·霍姆斯       | 1953年出版《心灵科学》                                     |
| 威廉·威马克·雅各布斯           |                                                            |
| 查尔斯·金斯莱                  |                                                            |
| 罗斯·麦唐诺                    |                                                            |
| 艾迪生·凯恩斯·米兹纳           | 1932年                                                     |
| 露丝·布莱恩·欧文               | 1935年—1942年                                              |
| 约翰·库伯·波厄斯               | 1920年—1925年                                              |
| 亚瑟·兰塞姆                    | 1907年出版《波希米亚在伦敦》                               |
| 文森特·斯库罗（Vincent Scuro） | 1974年—1986年                                              |
| 罗伯特·威廉·塞维斯             | 1911年—1954年                                              |
| 安东尼·特洛勒普                |                                                            |
| 贝蒂娜·里德尔                  |                                                            |